# Millennium Star
Il Millennium Star è un diamante di 203,04 carati (circa 40 grammi) tagliato a goccia, incolore e senza imperfezioni, di proprietà della società sudafricana De Beers.

## Caratteristiche
Il diamante grezzo originario, del peso di 777 carati, fu trovato nel 1990 da un cercatore in un deposito alluvionale della Repubblica Democratica del Congo. La De Beers lo acquistò e ne affidò il taglio a un gruppo di tagliatori della società Steinmetz Diamonds, che impiegò tre anni per completare il lavoro. Il taglio fu eseguito in gran parte per mezzo di raggi laser.
Fu presentato per la prima volte in pubblico in ottobre 1999 come il pezzo forte della "De Beers Millennium diamond collection". La collezione fu esposta per l'intero anno 2000, con il nome "De Beers Millennium Jewels Exhibition" all'interno del Millennium Dome di Londra. Si stima che circa 12 milioni di persone abbiano visitato questa collezione di diamanti.
L'ex-presidente della De Beers, Harry Oppenheimer, che nella sua carriera di circa 70 anni ha visto probabilmente più diamanti di ogni altra persona al mondo, ha descritto il Millennium Star come "Il più bel diamante che io abbia mai visto". Il suo prezzo è sconosciuto, ma secondo alcune indiscrezioni pare sia assicurato per la somma di 100 milioni di sterline.